# Spanaprocessen

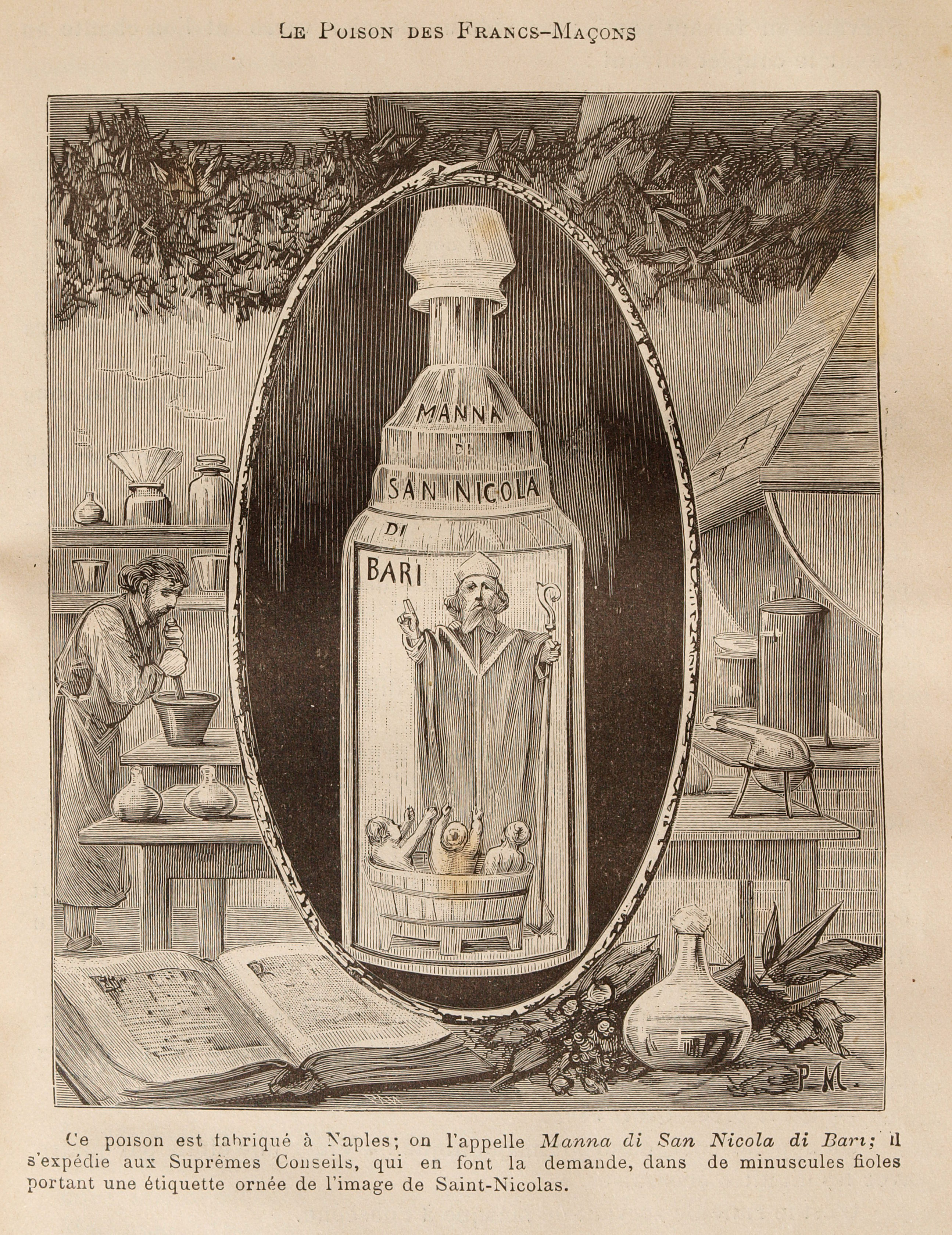
"Manna di San Nicola" (Aqua Tofana), Pierre Méjanel

Spanaprocessen var en berömd brottsprocess som ägde rum i Rom i Kyrkostaten mellan januari 1659 och mars 1660.  Fallet gällde utredningen av ett nät av försäljare av giftet aqua tofana för syfte att begå mord, och gällde i huvudsak kvinnliga giftförsäljare som specialiserade sig på kvinnliga kunder i dåliga äktenskap som ville bli änkor. 
Processen drog in ungefär fyrtio personer i utredningen. Den resulterade i sex utförda dödsdomar, och fler domar i form av förvisningar, husarrest och mindre straff. Fallet blev berömt och blev från 1660 och framåt föremål för en mängd sensationslitteratur, vilket gjorde fallet föremål för omfattande mytbildning.

## Historik

### Bakgrund
Giftblandaren Giulia Mangiardi, som 1624 hade flytt från Sicilien till Rom, var en utpekade uppfinnaren av giftet aqua tofana, som hon ska ha namngett efter Thofania d'Adamo, som 1633 avrättades i Palermo. Giulia Mangiardi hade före 1643 grundat en organisation av kvinnliga giftförsäljare i Rom. Efter hennes död hade verksamheten ärvts av hennes styvdotter och lärling Gironima Spana, en astrolog och spåkvinna med kunder bland överklassen i Rom. Denna organisation var av betydande storlek och hade etablerat sig även på andra orter: den hade en försäljare även i Palestrina. 
Spana, Giovanna de Grandis och Maria Spinola tillverkade giftet. Prästen Padre Don Girolamo fungerade som inköpare av arsenik från apotekaren (som inte sålde arsenik till kvinnor), som han gav till giftblandarna, som i sin tur delade ut gift till sina försäljare runtom i staden, främst Laura Crispolti och Graziosa Farina. Giftet såldes under namnet "Manna di San Nicola", en påstått helig olja gjord av svett från ett helgons ben: denna typ av heliga mirakelmediciner var vanliga och okontroversiella i det katolska Italien. Några av försäljarna, som Gironima Spana själv, sålde gift till kunder inom överklassen, medan andra, som Giovanna de Grandis, sålde till fattiga personer.
Vid denna tid förekom rykten om att det förekom ovanligt många unga änkor i Rom, och påven Alexander VII ska ha informerats om att allt fler kvinnor bekände under bikt att de hade förgiftat sina män. En av kvinnorna erbjöds immunitet mot åtal i utbyte mot en bekännelse. Strax därefter visiterades Giovanna de Grandis
och blev påkommen med en vätska hon påstod var till för att avlägsna utslag från en kunds ansikte. Hon släpptes dock. Myndigheterna sände sedan en kvinna för att köpa gift av De Grandis. Denna gick i fällan och greps.

### Utredning
Den 31 januari 1659 greps Giovanna De Grandis i Rom in flagrante som professionell tillverkare och försäljare av gifter avsedda för mord. Hon fördes till Tor di Nona för att förhörs. Utredningen sköttes av de påvliga myndigheterna under befäl av guvernörslöjtnanten Stefano Bracchi. Giovanna de Grandis bekände sig skyldig 1 februari. Hon pekade ut ett antal personer som kolleger eller kunder. 
Gironima Spana själv greps angiven av Giovanna de Grandis 2 februari. Den 5 februari nämnde De Grandis en lång rad namn. Utredningen växte då allt fler personer underkastades förhör och utpekade ytterligare personer som giftförsäljare eller kunder. Många greps och fördes till Tor di Nona. Bland dessa underkastades flera, dock inte alla, tortyr. Tortyren utfördes ofta i form av strappado. 10-11 februari greps Elena Gabrielli Cassana, Angela Armellina, Elena Ferri och Teresa Verzellina. I april greps Graziosa Farina, och adelsdamen Anna Maria Conti underkastade sig förhör i utbyte mot immunitet. Över fyrtio personer blev till slut indragna i utredningen. 
Många angivna personer, framför allt sådana som tillhörde överklassen, förhördes i sina hem efter att ha mottagit påvlig immunitet, och mottog därför inget straff eller endast husarrest. De kvinnor som hade bekänt att de hade tillverkat och sålt dödliga gifter till kunder som ville begå mord ansågs värst, och sex av dessa dömdes till döden. Ingen av dessa hade personligen förgiftat någon, endast sålt gift till personer som ville begå mord. 
Den 5 juli 1659 avrättades centralfiguren Gironima Spana tillsammans med sina affärskompanjoner Giovanna De Grandis, Maria Spinola, Graziosa Farina och Laura Crispoldi. Cecilia Verzellina avrättades 6 mars 1660, samtidigt som Teresa Verzellina, Benedetta Merlini och Cecilia Gentili piskades genom gatorna och förvisades. Andra dömda mottog mindre straff, så som husarrest och förvisning från Rom. Rättsprocessen fortsatte fram till 22 mars 1660: den 17 mars hittades en flaska nedgrävd i Spanas trädgård. Vätskan i den prövades ut på en hund i Tor di Nona, som dog av den 22 mars. Därefter avslutades rättsprocessen. 
När processen avslutades i mars 1660, gav påven order om att försegla dokumenten i Castel Sant'Angelo för att undvika att sprida kunskapen om giftet och kvinnornas dåliga exempel. Arkiven återfanns inte förrän på 1880-talet i Archivo di Stato.

### Eftermäle
Spanaprocessen var en berömd skandal redan under sin samtid. Den skildrades i sensationspressen, bland annat de då moderna brottskrönikorna, som cirkulerade i Italien och resten av Europa under 1600- och 1700-talen, vilket gjorde processen till föremål för legender och myter i sekel. En berömd engelsk brottspamflett löd: "Account of the most Grievous Crime of Making the Poisonous Beverage Acquetta or Acqua Toffanica, Concocted and Put to Use in Rome by Gironima Spara and Four Other Companions, all Widows, who Poisoned their Husbands and Many Other Men, and Were Alla Hanged". Myten kom att handla om en organisation av kvinnliga massmördare som tillsammans mördade hundratals äkta män, tills en av kvinnorna till slut lurades i en fälla av en påvlig guvernör. 
Pietro Sforza Pallavicino använde under samtiden fallet som sin paradigm för den påvliga relationen till lag och ordning. Italienska jurister refererade ofta till fallet under 1700-talet. Giftet Aqua Tofana blev berömt och i sin tur föremål för mytbildning under 1800-talet. 

## Personer i Spanaprocessen
Detta är en lista på personer som figurerade i Spanaprocessen, antingen som professionella giftförsäljare eller som kunder till dessa. De är uppräknade efter förnamn, när sådant är känd, liksom de var under utredningen: 
- Amadei, Monsignor, kund till Gironima Spana; aldrig arresterad eller förhörd.
- Angela Armellina Ferri Cencietti (född 1629), giftförsäljare, anklagad för att ha förgiftat sin make, barberaren Giuseppe Cencietti (d. 1655); torterad, erkände inte. Förvisad 27 januari 1660.
- Anna Crevellaro, kund till Giulia Mangiardi, anklagad för att ha förgiftat sin make 1649; aldrig arresterad.
- Anna Maria Caterina Aldobrandini (1630-1703), adelsdam, kund till Gironima Spana; anklagad för att ha förgiftat sin make, Francesco Maria, hertig av Cesi (d. 1657); aldrig arresterad.
- Anna Maria Conti (född 1639), kund till Laura Crispoldi, anklagad för att ha förgiftat sin make, Simon Imbert (d. 1658); erkände mot påvlig immunitet.
- Antonio, greve Leonardi (eller Lunardi), bekände att han hade varit Teresa Verzellinas medbrottsling i mordet på hennes make; aldrig arresterad.
- Antonio Lipperi, make till Maria Spinola, anklagad för att ha varit sin hustrus medbrottsling; frisläppt.
- Benedetta Merlini, tjänare till Anna Maria Conti, anklagad för att ha presenterat Conti för giftförsäljaren Laura Crispoldi; piskad och förvisad 6 mars 1660.
- Camilla Capella, kund till Laura Crispoldi, anklagad för att ha förgiftat sin make, värdshusvärden Andrea Borelli (d. 1657); uppgav att hon bara hade trott att gifte skulle reformera hennes makes uppförande, inte döda honom. Förvisad i mars 1660.
- Caterina Gianotti, gift med målaren Filippo Gagliardi, anklagad för att ha förgiftat sin första make Francesco Baldeschi (d. 1649); förhörd och frisläppt.
- Caterina Luisati, anklagad för att ha förgiftat sin make Marc'Antonio Ranieri (d. 1658); bekände under påvlig immunitet.
- Caterina Nucci (född 1622), anklagad för att ha förgiftat sin första make slaktaren Antonio Romieri (d. 1654) och sin andre make hantverkaren Giuseppe Rosati (d. 1655); fick påvlig immunit och erkände. Dömd till livstids husarrest i juli 1659.
- Cecilia Gentili (Ceciliaccia, La Sorda), giftförsäljare; piskad och förvisad i mars 1660.
- Cecilia Verzellina, erkände att hon hade lurat sin dotter Teresa Verzellina att förgifta dennas make, färgaren Giovanni Pietro Beltrammi (d. 1658); hängd 6 mars 1660.
- Elena Ferri Contarini (född 1634), giftförsäljare, anklagad för att ha förgiftat sin make linener Antonio Contarini (d 1655); torterad men bekände inte. Förvisades i januari 1660.
- Elena Gabrielli Cassana (född 1627), giftförsäljare, faster till Angela Armellina och Elena Ferri, anklagad för att ha förgiftat sin make Francesco Ladi (d. 1655), butler till cardinal Francesco Barberini; torterad men bekände inte. Förvisades i januari 1660.
- Elisabetta (Betta) Gentili (död 1656/57), anklagad för att ha förgiftat sin brorson, son till Cecilia Gentili.
- Francesca Fabbri, kund till Cecilia Gentili, anklagad för att ha förgiftat sin make skräddaren Paolo Palazzi; förhörd och släppt.
- Francesca Fiori, giftförsäljare; förvisad 6 mars 1660.
- Francesca "Cecca" Flore (b. 1595), Gironima Spanas tjänare och en av de mest betydelsefulla vittnena mot henne.
- Francesca Laurenti Giuli, anklagad för att ha förgiftat sin make madrassmakaren Antonio Giuli (d. 1658); dömd till livstids husarrest i mars 1660.
- Giovanna De Grandis (la Cavamacchie), tvätterska, giftblandare och giftförsäljare, kollega och samarbetspartner till Gironima Spana; hängd 5 juli 1659.
- Gironima Spana (1615-1659), giftblandare, giftförsäljare och astrolog, chef för en illegal organisation som sålde gift; hängd 5 juli 1659.
- Giulia Mangiardi, ofta kallad Giulia Tofana (1581-1651), giftblandare, giftförsäljare, styvmor till Gironima Spana; lärde sin styvdotter blanda till giftet aqua tofana och överlämnade sin organisation för giftförsäljning åt henne.
- Graziosa Farina, giftförsäljare; erkände, hängd 5 juli 1659.
- Laura Crispoldi, även kallad Lauraccia, giftförsäljare; sålde gift till Anna Maria Conti och Camilla Capella, hängd 5 juli 1659.
- Lucia Bettona (d. 1656), kund till Elena Ferri Contarini, anklagad för att ha förgiftat sin bror Giovanni Battista Bettoni.
- Lucia Bonafide Vantucci, anklagad för att ha förgiftat sin dotters make Castore Sartorio (d. 1655), kavaljer i Quirinalen; förhörd men släppt.
- Maddalena, signora, gift med kardinalvikariens polischef, köpte gift från Cecilia Gentili; aldrig arresterad.
- Maddalena Ciampella (eller Trampella), Spanaorganisationens representant och giftförsäljare i Palestrina; förvisad i december 1659.
- Margherita Carosi; hävdade att Cecilia Gentili hade försökt sälja gift till henne.
- Maria Spinola (även kallad Maria Palermitana och Maria Siciliana; född 1600), giftförsäljare, kompanjon till Gironima Spana sedan 1650; bekände, hängdes 5 July 1659.
- Padre Don Girolamo (died 1658), exorcist och präst. Agerade mellanhand och köpte arsenik från apotekarna som han överlämnade till giftblandarna (då apotekare inte sålde arsenik till kvinnor), och var även mellanhand mellan giftförsäljarna och deras kunder: han överlämnade det gift hertiginnan av Cesi köpte av Gironima Spana.
- Sulpizia Vitelleschi, adlig arvtagerska, kund till Gironima Spana, anklagad för att ha förgiftat sin make Antonio de Taxis (d. 1656).
- Teresa Verzellina, daughter of Cecilia Verzellina, anklagad för att ha förgiftat sin make, färgaren Giovanni Pietro Beltrammi (d. 1658); piskad och förvisad 6 mars 1660.